# Chop Suey (pintura)
Chop Suey (1929) é uma pintura de Edward Hopper que retrata duas mulheres em conversa num restaurante. De acordo com alguns estudiosos da arte, um "detalhe marcante do Chop Suey é que o sujeito feminino enfrenta o seu doppelgänger". Tal como acontece com muitos dos trabalhos de Hopper, a pintura apresenta uma especial atenção aos efeitos da luz sobre seus sujeitos.
Uma pintura similar, "Composition I" foi completada por Mark Rothko, em 1931.